# Gunnar Münchow
Gunnar Münchow ist ein ehemaliger deutscher Boxer.

## Leben
Münchow, der für den West-Berliner Verein Polizei SV antrat, wurde 1971 im Halbmittelgewicht sowie 1973 und 1974 im Weltergewicht deutscher Amateurboxmeister.
1969 schied er bei der Europameisterschaft in Bukarest in der Vorrunde gegen den Polen Stefan Skałka aus.
Bis Ende Oktober 2004 war Münchow in Berlin insgesamt 43 Jahre im Polizeidienst tätig, zuletzt als Kriminalhauptkommissar. Die Zeitung B.Z. bezeichnete ihn bei seinem Renteneintritt als „Berlins besten Fahnder“, da er mehr als 1000 Verbrecher dingfest gemacht habe.